# Västerland
Västerland är en ö i Finland. Den ligger i Skärgårdshavet och i kommunen Kimitoön i den ekonomiska regionen  Åboland i landskapet Egentliga Finland, i den sydvästra delen av landet. Ön ligger omkring 61 kilometer söder om Åbo och omkring 140 kilometer väster om Helsingfors.
Öns area är 6 hektar och dess största längd är 390 meter i öst-västlig riktning.